# Bousov

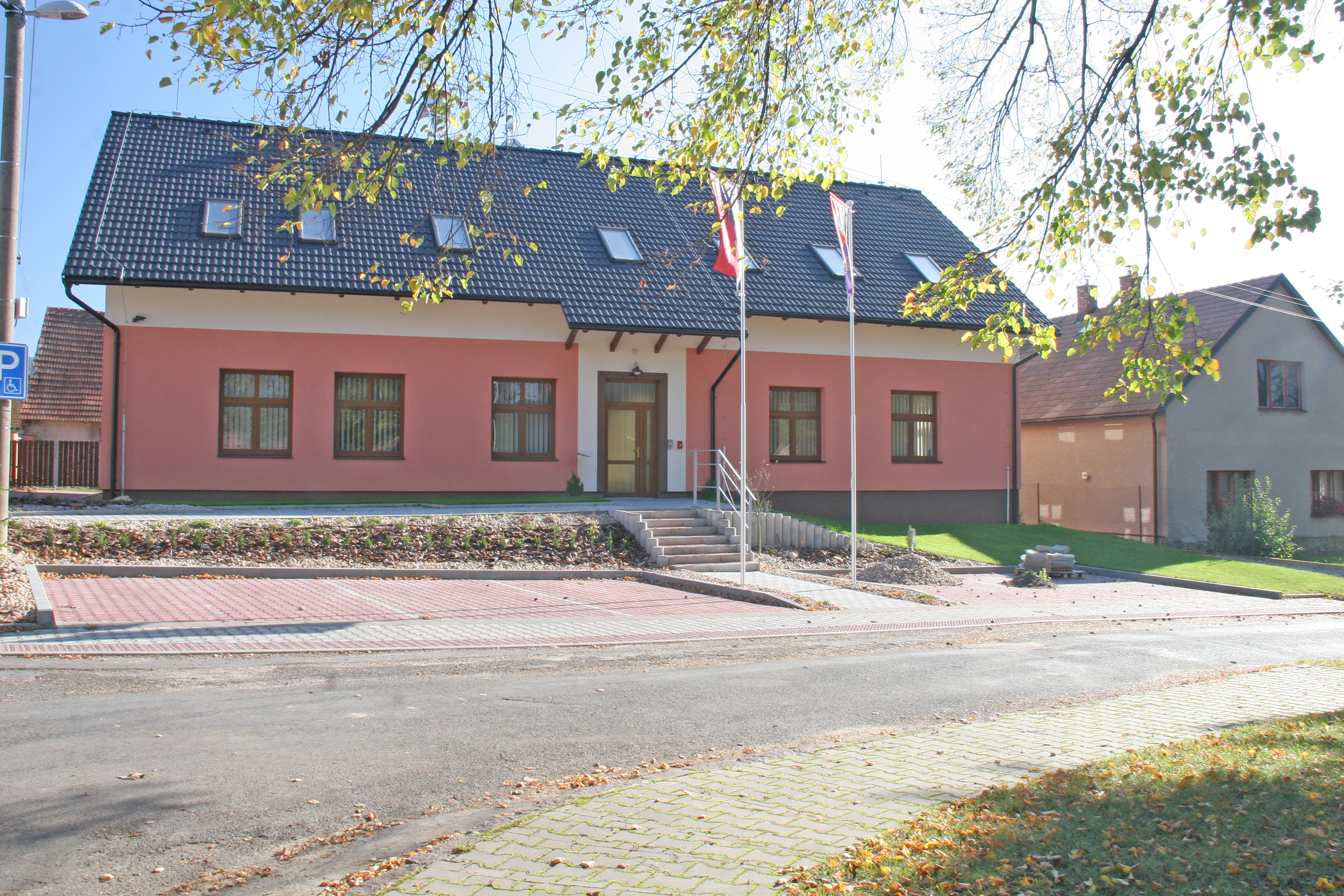
Gemeindeamt

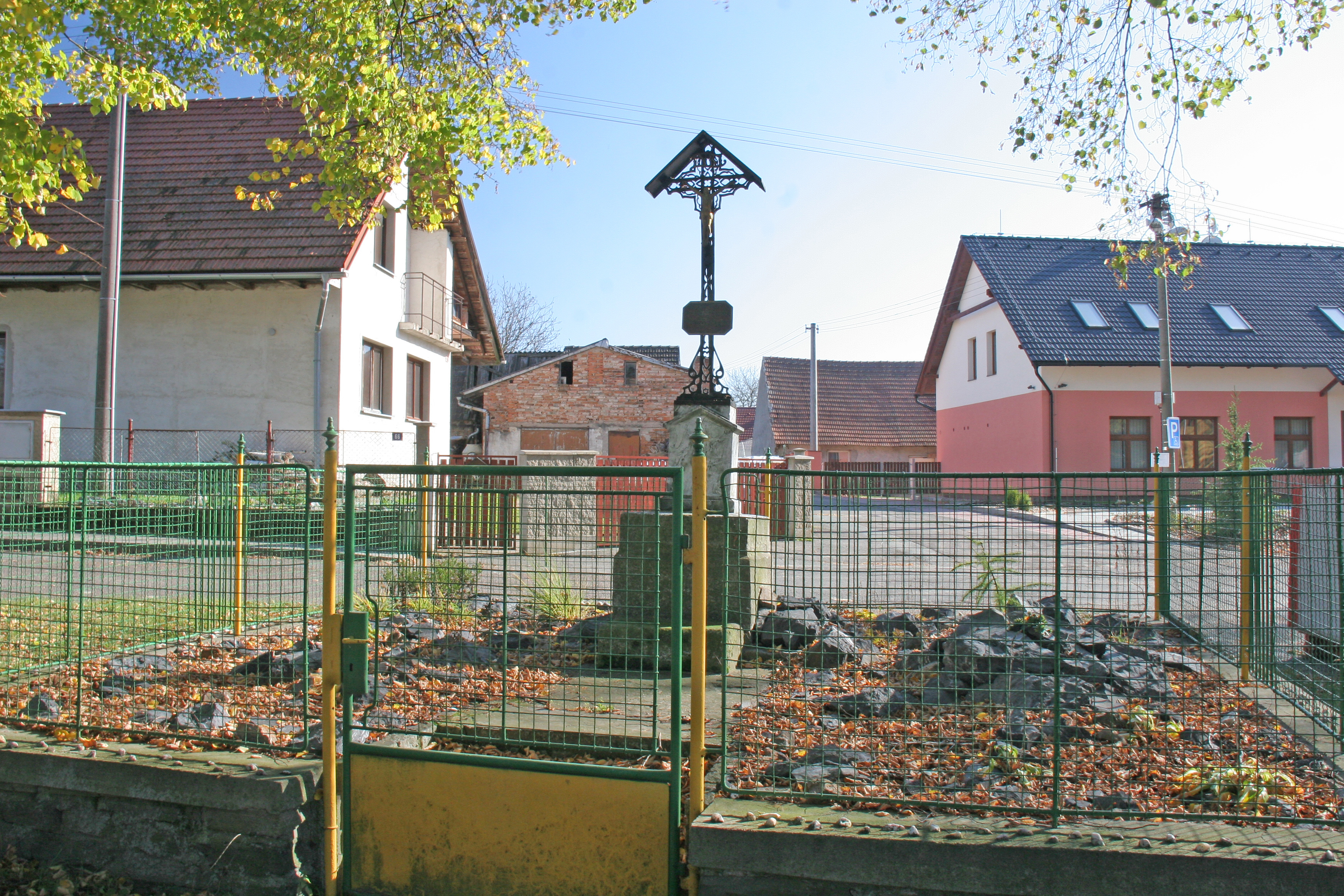
Wegkreuz am Gemeindeamt

Bousov (deutsch Bausow) ist eine Gemeinde im Okres Chrudim in Tschechien. Sie liegt elf Kilometer östlich von Čáslav.

## Geographie
Bousov befindet sich am westlichen Fuße des Eisengebirges (Železné hory) in der Čáslavská kotlina (Czaslauer Becken). Das Dorf liegt am Rande des Landschaftsschutzgebietes CHKO Železné hory und wird vom Bach Kurvice durchflossen. Südlich von Bousov verläuft die Bahnstrecke Čáslav–Třemošnice. Östlich erheben sich der Honzíkův vrch (508 m n.m.) und die Krkanka (567 m n.m.), im Nordosten die Skála (490 m n.m.).
Nachbarorte sind Podhořany u Ronova im Norden, Tuchov, Licoměřice und Jetonice im Nordosten, Zbyslavec und Žlebská Lhotka im Osten, Žlebské Chvalovice, Lhůty, Samota und Závratec im Südosten, Ronov nad Doubravou im Süden, Žleby im Südwesten, Šmolcov und Vinaře im Westen sowie Vinice und Lovčice im Nordwesten.

## Geschichte
Die erste schriftliche Erwähnung von Bousovna erfolgte im Jahre 1359, als Jan d. Ä. Trčka von Lípa das Dorf erwarb. 1543 wurde Kuneš Bohdanecký von Hodkov Besitzer von Bousov. Ab 1787 gehörte Bousov zur Herrschaft Ronow, später wurde das Dorf der Allodialherrschaft Žleb untertänig.
Im Jahre 1840 bestand das Rustikaldorf Bausow aus 41 Häusern, in denen 261 Personen lebten. Im Ort gab es eine Privatschule unter dem Patronat der Gemeinde und ein dominikales Wirtshaus. Pfarrort war Ronow.
Nach der Aufhebung der Patrimonialherrschaften bildete Bousov mit dem Ortsteil Tuchov eine Gemeinde im Gerichtsbezirk Časlau. Ab 1868 gehörte der Ort zum Bezirk Časlau.
Im Zuge der Gebietsreform von 1960 wurde der Okres Čáslav aufgehoben, Bousov wurde dem Okres Chrudim zugeordnet. Zwischen 1985 und 1990 war Bousov nach Ronov nad Doubravou eingemeindet. Von 213 Einwohnern der Gemeinde leben 181 in Bousov und 32 in Tuchov.

## Gemeindegliederung
Die Gemeinde Bousov besteht aus den Ortsteilen Bousov (Bausow) und Tuchov (Tuchow).
Das Gemeindegebiet bildet den Katastralbezirk Bousov.

## Sehenswürdigkeiten
- Wegkreuz am Gemeindeamt
- Denkmalgeschützte Linde

## Söhne und Töchter der Gemeinde
- Jiří Schelinger (1951–1981), Schlagersänger